# Calceolaria valdiviana
Calceolaria valdiviana är en toffelblomsväxtart. Calceolaria valdiviana ingår i släktet toffelblommor, och familjen toffelblomsväxter.

## Underarter
Arten delas in i följande underarter:
- C. v. crassifolia
- C. v. valdiviana